# Fresnoy-le-Luat
Fresnoy-le-Luat è un comune francese di 490 abitanti situato nel dipartimento dell'Oise della regione dell'Alta Francia.

## Società

### Evoluzione demografica
Abitanti censiti